# Сільники (Більський повіт)
Сільники (Сольники, пол. Solniki) — село в Польщі, у гміні Ботьки Більського повіту Підляського воєводства. Населення — 78 осіб (2011).

## Історія
Вперше згадуються 1599 року як млинарська оселя. У 1929 році в Сільниках мешкало 7 православних родин, які належали до православної парафії в Ботьках (раніше в Ондріянках).
У 1975—1998 роках село належало до Білостоцького воєводства.

## Демографія
Демографічна структура станом на 31 березня 2011 року:
|          | Загалом | Допрацездатний вік | Працездатний вік | Постпрацездатний вік |
| -------- | ------- | ------------------ | ---------------- | -------------------- |
| Чоловіки | 42      | 5                  | 31               | 6                    |
| Жінки    | 36      | 10                 | 15               | 11                   |
| Разом    | 78      | 15                 | 46               | 17                   |